# Menophra erebaria
Menophra erebaria är en fjärilsart som beskrevs av Charles Oberthür 1883. Menophra erebaria ingår i släktet Menophra och familjen mätare. Inga underarter finns listade i Catalogue of Life.